# Vínnitske
Vínnitske (en (ucraïnès): Вінницьке) és un poble de la República Autònoma de Crimea a Ucraïna, que el 2014 tenia 1.048 habitants. Pertany al districte de Simferòpol.